# Muwatalli I
Muwatalli I fue un rey de Hatti, sucesor de Huzziya II, que gobernó en el siglo XV a. C.

## Biografía
Sucedió a Huzziya II tras asesinarle. Murió a manos de dos hombres de su séquito, Himuili, jefe de los sirvientes de palacio, y Kantuzzili, supervisor de los guerreros de los carros de oro quienes, según algunos historiadores, podrían ser hijos de Huzziya II.
Fue sucedido por Tudhaliya I/II, el primer gobernante del reino nuevo hitita.